# Nipponaphera
Nipponaphera is een geslacht van weekdieren uit de klasse van de Gastropoda (slakken).

## Soorten
- Nipponaphera agastor Bouchet & Petit, 2008
- Nipponaphera argo Bouchet & Petit, 2008
- Nipponaphera cyphoma Bouchet & Petit, 2002
- Nipponaphera goniata Bouchet & Petit, 2002
- Nipponaphera habei Petit, 1972
- Nipponaphera iwaotakii Habe, 1961
- Nipponaphera kastoroae (Verhecken, 1997)
- Nipponaphera nodosivaricosa (Petuch, 1979)
- Nipponaphera pardalis Bouchet & Petit, 2002
- Nipponaphera paucicostata (G. B. Sowerby III, 1894)
- Nipponaphera quasilla (Petit, 1987)
- Nipponaphera semipellucida (A. Adams & Reeve, 1850)
- Nipponaphera suduirauti (Verhecken, 1999)
- Nipponaphera teramachii (Habe, 1961)
- Nipponaphera tuba Bouchet & Petit, 2008
- Nipponaphera wallacei Petit & Harasewych, 2000